# Abramowo (obwód wołogodzki)
Abramowo (ros. Абрамово) – wieś w Rosji, w rejonie wołogodzkim obwodu wołogodzkiego. W 2010 r. liczyła 5 mieszkańców.